# Theodor Heller
Theodor Heller (* 9. Juni 1869 in Wien; † 12. Dezember 1938 ebenda) war ein österreichischer Heilpädagoge, der für eine verbesserte Zusammenarbeit zwischen Heilpädagoge und Arzt eintrat.

## Leben und Wirken
Sein Vater, Simon Heller (1843–1922), war Direktor des Israelitischen Blindeninstituts Hohen Warte in Wien XIX. Demzufolge verbrachte er seine Kindheit meist in Gesellschaft blinder Kinder. Wie der Vater wollte er Blindenpädagoge werden. Theodor Heller studierte in Wien Philosophie und in Leipzig Psychologie, wo er von Prof. Wilhelm Wundt gefördert wurde. 1894 schloss er sein Studium mit der Promotion ab. Seine Dissertation „Studien zur Blinden-Psychologie“ widmete er seinem Vater.
Nachdem er sich einige Jahre der Blindenpsychologie gewidmet hatte, wandte er sich der Arbeit mit geistig abnormen Kindern zu. 1895 gründete er mit Hilfe seines Vaters und des Wiener Psychiaters Richard Freiherr von Krafft-Ebbig die später weltbekannte Erziehungsanstalt in Wien-Grinzing. Aufgenommen wurden Debile, Epileptiker, Imbezille, Mongoloide, Spastiker und Kretine, so die damals üblichen Bezeichnungen. In seiner heilpädagogischen Arbeit wurde er von seiner Frau Hella, geb. Flamm, unterstützt.
Theodor Heller publizierte 1904 sein Hauptwerk „Grundriß der Heilpädagogik“, das später ins Russische, Polnische, Spanische und Japanische übersetzt wurde. Der Autor betonte die Notwendigkeit der Zusammenarbeit von Heilpädagoge und Arzt. Dabei lokalisierte  er die Heilpädagogik als Grenzgebiet zwischen Pädagogik und Psychiatrie. Ergänzt wurde dieses Werk später durch die Pädagogische Therapie (1914) und eine Reihe von Abhandlungen über Psychopathologie im Kindes- und Jugendalter, woran sich noch jugendkriminologische Studien anschlossen.
Schon 1907 beschrieb er die Dementia infantilis, als eine Form des Jugendirreseins, die auch heute noch mit einer unterschiedlichen Symptomatik, aber nicht als ätiopathogenetische Einheit angesehen wird. Dieses Krankheitsbild  sei dadurch gekennzeichnet, daß nach einer Periode normaler oder annähernd normaler geistiger Entwicklung zumeist im dritten oder vierten Lebensjahr ein langsam einsetzender oder rasch voranschreitender Verblödungsprozeß mit tiefgreifenden seelischen Veränderungen beginne. Die Sprache werde undeutlich, verwaschen, lallend, schließlich unverständlich. Auch das Sprachverständnis erlösche. Streotypes Wiederholen von Wörtern und Lauten und Echolalie seien häufig beobachtet worden, bis es im weiteren Verlauf der Krankheit völlig verstumme. Das äußere Erscheinungsbild und die Physiognomik des Kindes verändere sich nicht, es erwecke dadurch oft einen eher besonders intelligenten ('Prinzengesicht') und ungestörten Eindruck.
Theodor Heller war Mitbegründer der Gesellschaft für Heilpädagogik in München, Begründer der Gesellschaft für Kinderforschung in Wien, Mitherausgeber der Zeitschrift für Kinderforschung und beteiligte sich an der Veranstaltung von  Kongressen der Gesellschaft für Heilpädagogik, die zwischen den beiden Weltkriegen in München (1922, 1924 u. 1926), Leipzig (1928) und Köln (1930) stattfanden.
Ferner war der Pionier der Heilpädagogik Ehrenvorsitzender der Deutschen Gesellschaft für Heilpädagogik und geschäftsführender Vorsitzender der von ihm begründeten Österreichischen Gesellschaft für Heilpädagogik. Im Jahr 1937 war er maßgebend an der Initiierung der Internationalen Gesellschaft für Heilpädagogik beteiligt, zu dessen Ehrenpräsidenten er ernannt wurde.
Heller stand „in Opposition zu den erstarkenden eugenischen Positionen“.
Bereits 1935 sprach er in Wien vom Zusammenbruch der Heilpädagogik in Deutschland. Doch sein Appell, die in Deutschland bedrohten humanistischen Traditionen deutscher Heilpädagogik in Österreich bewahren zu helfen, war durch den 'Anschluss' Österreichs zum Scheitern verurteilt. Am 9. März 1938 hielt Theodor Heller seine letzte öffentliche Rede. Bald darauf wurde der Österreicher jüdischen Glaubens von den Nazis als Anstaltsleiter abgesetzt. Wenige Wochen später unternahm er einen Selbstmordversuch an dessen Folgen er starb. Seine Frau und seine Tochter sind nach Riga deportiert und getötet worden. Anlässlich des I. Internationalen Kongresses für Heilpädagogik in Genf (Juni 1939) hatte Heinrich Hanselmann an den verstorbenen Ehrenpräsidenten mit folgenden Worten erinnert:
In unseren gegenwärtigen Zeiten werden die politischen Grenzen der einzelnen Länder auf der ganzen Welt mit besonderer Wachsamkeit hoch ummauert. Umso dringlicher daher jeder Versuch, das Mißtrauen zu überwinden und den Beweis zu erneuern, daß Grenzen des Landes nicht Grenzen des Geistes sein müssen und nicht sein dürfen. Denn für den menschlichen Geist bedeutet alle Autarkie Lebensbedrohung, sie führt zu Dystrophie und schließlich zur Atrophie. In dieser Überzeugung ist am 12. Dezember 1938 in Wien unser hochverehrter Ehrenpräsident, der Hauptinitiant für die Gründung unserer Gesellschaft, der Vater der neuzeitlichen Heilpädagogik in Europa, Dr. Theodor Heller, gestorben. Sein guter Geist wird in uns weiterleben, solange wir aufrichtig sind und guten Willen haben.
Theodor Hellers Schicksal wurde nach 1945 nicht von der Heilpädagogik thematisiert. Dies entsprach zweifellos dem Wunsch nach Vergessen der Vergangenheit.

## Werke (Auswahl)
- Grundriß  der Heilpädagogik. Leipzig 1904.
- Pädagogische Therapie. Leipzig 1914.
- Die Heilpädagogik in der Gegenwart und Zukunft. In: H. Goepfert (Hrsg.): Bericht über den ersten Kongreß für Heilpädagogik in München 2.-5. August 1922. Berlin 1923, S. 66–79.
- Über Psychologie und Psychopathologie des Kindes. Wien 1925.
- Die österreichische Gesellschaft für Kinderforschung. In: J. Trüper (Hrsg.): Zeitschrift für Kinderforschung. 31. Band, Berlin 1926.